# Bossa de Novo
Bossa de Novo je slovenska glasbena jazz skupina, ki od leta 2003 ustvarja v stilu brazilske glasbene zvrsti bossa nova. V njihovem repertoarju najdemo pesmi v portugalščini, slovenščini, srbohrvaščini in francoščini.
Med njihove bolj znane priredbe in avtorske skladbe spadajo: Selma, Sestanek pod rjuho, Ne prižigaj luči, Majska, Jardin d'hiver in Pesem XIV. divizije.

## Člani

### Trenutna zasedba
- Primož Vitez - glas, tolkala[3]
- Aljoša Kosor - klasična kitara[3]
- Marko Gregorič - kontrabas, akustična baskitara, glas[3]
- Mitja Vrhovnik Smrekar - tolkala, glas[3]
- Sergej Ranđelović RunJoe - tolkala, glas[3]

### Nekdanji člani
- Igor Leonardi - kitara[4]
- Drago Ivanuša - klavirska harmonika[4]
- Nino de Gleria - kontrabas[4]
- Blaž Celarec - tolkala[4]

## Diskografija
| - Vivo! (Založba Goga, 2006) 1. Ne prižigaj luči v temi 2. Chora tua tristeza 3. Fotografia 4. De conversa em conversa 5. Perdão = Majska 6. Voce e eu 7. Jardin d'hiver 8. O barquinho 9. Selma 10. Inútil paisagem 11. Cajuína 12. Coração vagabundo | - Nova (DruGod, 2009) 1. Sestanek pod rjuho 2. Pesem XIV. divizije 3. Samba da minha terra 4. Siničja tožba 5. Estate 6. Milagre 7. Črnobel portret 8. O Leãozinho 9. Meu fado meu 10. Este seu olhar 11. Sarava! 12. O Bêbado e A Aquilibrista 13. Nad mestom se dani 14. Coração Vagabundo | - Quinta essência (RTV Slovenija, 2013) 1. Ta stol 2. Bacila je sve niz rijeku 3. Bim Bom 4. Bandiera Menor 5. Fita Amarela 6. Dixa Eu Te Amar 7. Če ti ne boš moj 8. Zaplješi sambu / So Danco Samba 9. Sampa 10. Presente De Natal / Božiček Dedek mraz 11. Drevo 12. Caminhos Cruzados 13. Danca Da Solidao 14. Modinha 15. Lepotica iz Ipaneme | - Andante (?, 2014) |